# بلوط ویرجینیایی
بلوط ویرجینیایی (نام علمی: Quercus virginiana) نام یک گونه از سرده بلوط است.